# Tokyos universitet för socialpedagogik
Tokyos universitet för socialpedagogik (japanska: 東京福祉大学?, Tōkyō Fukushi Daigaku; engelska: Tokyo University of Social Welfare) är ett av Tokyos och Japans privata universitet.

## Fakulteter
- Fakulteten för socialpedagogik
- Fakulteten för pedagogik
- Fakulteten för psykologi